# 天王寺大
天王寺 大（てんのうじ だい、男性、1955年 - ）は、日本の漫画原作者。大阪府出身。
代表作は1992年連載開始の「ミナミの帝王」（画：郷力也）、「白竜」（画：渡辺みちお）など。「ミナミの帝王」は、竹内力主演で映画化されており、現在も『週刊漫画ゴラク』にて連載中。「白竜」も白竜主演で実写化されている。漫画家・郷力也の実弟である。
別名義に、川辺優がある。

## 主な作品

### 天王寺大名義
- ミナミの帝王（作画：郷力也）
- 男・天を突く（作画：郷力也）
- 暴力商売（作画：原恵一郎）
- 白竜（作画：渡辺みちお）
- 白竜LEGEND（作画：渡辺みちお）
- 白竜HADOU（作画：渡辺みちお）
- 撃覇（作画：渡辺みちお）
- 不動（作画：渡辺みちお）
- ゼウス -神々の王-（作画：秋重学）

### 川辺優名義
- 雀狂刑事（作画：多賀一好）
- 快楽ジゴロ（作画：堀井弘）
- 修羅がゆく（作画：山口正人）
- 爆風三国志 我王の乱（作画：山口正人）
- いとしの恋次郎（作画：郷力也）
- 通天の角（作画：郷力也）